# Глущенко Федір Іванович
Фе́дір Іва́нович Глу́щенко (29 березня 1944, Зимівники, Ростовська область—16 жовтня 2017) — український диригент, народний артист УРСР (1982).

## Життєпис
Музиці почав вчитися з 6-ти років як скрипаль — у дитячій музичній школі Ростова-на-Дону, 1962 року поступає на композиторське відділення Московської консерваторії — клас С. А. Баласаняна, через 2 роки переводиться до Ленінграду.
1969 закінчив Ленінградську консерваторію — клас диригування у І. О. Мусіна. У 1967—1973 роках працював в Карельській АРСР.
Брав участь у семінарі Герберта фон Караяна, проходив стажування у Віденській академії музики та драми, стажували Карл Естеррайхер та Отмар Сюітнер.
1971 року очолив Симфонічний оркестр Карельського радіо й телебачення.
З 1973 року — диригент, з 1977 по 1987 — головний диригент Симфонічного оркестру УРСР, котрим керував в той час Степан Турчак. З колективом був на гастролях в Берліні, Братиславі, Дюссельдорфі, Кракові, Ленінграді, Москві, Нюрнберзі, Софії.
Виступав з державною капелою Берліна в залі Шаушпільхауз, співпрацював із оркестрами Братислави, Брно, Ліверпуля, Праги.
У 1990—1991 роках працював із Стамбульською державною оперою.
З 1991 року — постійний диригент Державного симфонічного і філармонічного оркестру в Москві.
1993 року здійснив постановку балету «Ромео та Джульєтта» С. Прокоф'єва в Афінах, того ж року дебютував у Лондоні, виступивши в Барбікан-центрі з Англійським камерним оркестром.
Працював з оркестром BBC, оркестром ім. Артуро Тосканіні в Пармі.
В 1996—2000 роках керував Єкатеринбурзьким камерним оркестром ВАСН.
Брав участь на фестивалі в Белфасті разом з Ольстерським оркестром; диригував Шотландським симфонічним оркестром ВВС в лондонському Альберт-холлі.
2002 року виступав з Брабантським оркестром в амстердамській залі Консертгебау та у Ейндговені.
2006 роком брав участь у фестивалі, присвяченому пам'яті Натана Рахліна в Казані.
У 2008 році знову почав співпрацювати з українськими музикантами, брав участь в фестивалі «Київ Музик Фест», на фестивалі у Львові, виступав у Одесі.
З 2010 року був головним запрошеним диригентом Національного симфонічного оркестру України, під його орудою концертах виступали солісти Валерій Соколов, Олександр Семчук, Дмитро Ткаченко (скрипка), Сусанна Чахоян, Тарас Штонда.
2013 року диригував на фестивалі «Дні музики Мирослава Скорика» у Києві, концертом для флейти з оркестром композитора Євгена Станковича (соліст Олег Шеремета).